# Чильяно
Чильяно (итал. Cigliano) — коммуна в Италии, располагается в регионе Пьемонт, в провинции Верчелли.
Население составляет 4594 человека (2008), плотность населения составляет 181 чел./км². Занимает площадь 25 км². Почтовый индекс — 13043. Телефонный код — 0161.
Покровителем коммуны почитается святой Емелиан из Валанса, празднование 10 сентября.

## Демография
Динамика населения:

## Администрация коммуны
- Официальный сайт: http://www.cigliano.net/